# Hisonotus depressinotus
Hisonotus depressinotus är en fiskart som först beskrevs av Miranda Ribeiro, 1918.  Hisonotus depressinotus ingår i släktet Hisonotus och familjen Loricariidae. Inga underarter finns listade i Catalogue of Life.